# Friedhelm Sturm
Friedhelm „Frieder“ Sturm (* 25. November 1955 in Bietigheim-Bissingen) ist ein ehemaliger deutscher Fußballspieler.

## Sportlicher Werdegang
Sturm begann in der Jugend beim FV Kornwestheim, später lief er für Germania Bietigheim auf. Ab 1976 spielte er für den VfR Heilbronn in der 1. Amateurliga Nordwürttemberg. Bei der Gründung der Oberliga Baden-Württemberg verpasste die Mannschaft die Qualifikation, stieg aber ein Jahr später als Meister der Verbandsliga Württemberg in die höchste Amateurklasse auf. Während er dort mit dem Klub die Klasse am Ende der Spielzeit 1979/80 aufgrund der besseren Tordifferenz gegenüber dem punktgleichen SV Kuppenheim hielt und das Endspiel um den WFV-Pokal 1979/80 erreichte – bei der 2:3-Niederlage gegen die Amateurmannschaft des VfB Stuttgart erzielte er ein Tor –, hatte er sich für höhere Aufgaben empfohlen: Der Mitaufsteiger VfB Eppingen war in die 2. Bundesliga durchmarschiert und sicherte sich seine Dienste. In der Zweitligasaison 1980/81 war die Mannschaft in der Südstaffel chancenlos und stieg als Schlusslicht direkt wieder ab, Sturm hatte 35 Saisonspiele absolviert.
Im Sommer 1981 wechselte Sturm innerhalb Baden-Württembergs zum Ligakonkurrenten Stuttgarter Kickers. Dort war er unter Trainer Slobodan Čendić die meiste Zeit Ergänzungsspieler und bestritt in zwei Jahren 36 Ligaspiele in der 2. Bundesliga. Anschließend ging er zum Zweitligisten Alemannia Aachen, den er nach nur einem halben Jahr zur Winterpause in Richtung SV Kuppenheim verließ. Mit seinem neuen, seit Spätherbst 1984 vom Ex-Profi Heinz Stickel trainierten Klub verpasste er im Sommer 1985 den Klassenerhalt in der Oberliga Baden-Württemberg, so dass er sich dem Drittligisten FV Weinheim anschloss. Unter Trainer Reinhold Fanz war er jedoch nur Ergänzungsspieler, sein ehemaliger Eppinger Mannschaftskamerad Harry Griesbeck lotste ihn daraufhin nach nur einer Spielzeit innerhalb der Liga zum FC Marbach weiter. Die Hinrunde der Spielzeit 1987/88 stand er in Diensten des Verbandsligisten TSG Backnang, anschließend lief er bis zum Abstieg 1992 wieder für den FC Marbach in der Oberliga auf. 
Später war Sturm im württembergischen Amateurfußball als Trainer und Jugendkoordinator tätig, dabei betreute unter anderem vor allem in Jugendbereich den FV Löchgau, den TSV Kleinglattbach und den FV Kornwestheim. Ab Sommer 2001 assistierte er Uwe Rapolder beim SV Waldhof Mannheim in der 2. Bundesliga, zuvor war er Jugendtrainer bei seinem Ex-Klub Germania Bietigheim gewesen. Im November wurden sie gemeinsam von der Vereinsführung entlassen.